# Pehr Henrik Ling
Pehr Henrik Ling (Södra Ljunga, 15 de noviembre de 1776-Estocolmo, 3 de mayo de 1839) fue instructor de gimnasia en la Academia de Guerra de Karlberg en (Suecia). Especialista en anatomía y fisiología humanas y posteriormente fundador de la gimnasia sueca. Falleció a causa de la tuberculosis.

## Biografía
Al principio, Ling no tenía ningún interés por la educación física, sino por la literatura. Escribió diversos poemas épicos, entre ellos, "Gylfe" (en 1810).
Fue al leer a Rousseau cuando empezó su interés por la educación física, ya que había sido educado siguiendo el movimiento pedagógico de los "filantropistas", que apostaban por una "educación para todos". Durante su estancia en Copenhague, e influido por el filantropismo, decidió frecuentar el gimnasio creado por Natchegall, y allí constató la necesidad de crear métodos que desarrollasen la educación corporal. 
Debido a una parálisis en su brazo, tomó contacto con la esgrima, utilizándola como terapia. Después de tres años, recuperó totalmente la capacidad de movimiento, y esto le hizo valorar la utilidad y los efectos de los ejercicios físicos. 
Los ejercicios eran clasificados en tres bloques:
Introducción: ejercicios de orden.
Ejercicios fundamentales A: brazos, piernas y tronco.
Ejercicios fundamentales B: saltos, trepas y destrezas.
También buscó combatir mediante ejercicios físicos numerosas enfermedades de tipo pulmonar típicas de su época (tuberculosis, etc.). 
Ling viajó a China y a su regreso importó diversas técnicas de masaje con las que desarrolló el "masaje sueco". Entre 1804 y 1813, Ling vuelve al sur de Suecia como profesor de esgrima. En esta época formó su "método". Intentó convencer a las autoridades para que adoptasen la gimnasia como materia obligatoria en la educación de la juventud. Creó un completo sistema de ejercicios físicos, analíticos y correctores de las deficiencias corporales. Esto constituyé el nacimiento del método sueco. 
En 1813 se emite un Acuerdo Real que crea una escuela para formar profesores de educación física: el Real Instituto Central de Gimnasia de Estocolmo, que será organizado y dirigido por Ling. En esta etapa Ling escribe los primeros trabajos y crea las bases donde asentará su método. Introduce en la enseñanza un elemento nuevo: un amplio repertorio de ejercicios sistematizados, capaces de localizar el trabajo en determinados puntos y de producir modificaciones en la actitud habitual de los alumnos.
Ling concebía la gimnasia como medio para la corrección de los vicios posturales, por lo que incluyó ejercicios de higiene postural y sus técnicas de masaje, y de esa forma, mejorar la salud y calidad de vida. Fue un precursor de la Kinesioterapia, término que se crea oficialmente en 1847. En 1840, de forma póstuma, se publicó el libro "Fundamentos generales de gimnasia".

## Obra
Ling publicó, hasta su final, sobre la vida de su enseñanza de gimnasia y esgrima. Sus trabajos anteriores fueron poemas y obras de teatro sobre la mitología nórdica, que surgieron en gran medida en o en cooperación con la Sociedad Geatish.
- Agne (sorgspel). Lund 1812.
- Eylif den göthiske (sorgspel). Estocolmo 1814.
- Gylfe. Estocolmo 1814.
- Asarne (sånger). Estocolmo 1816.
- Riksdagen 1527 (historisk Skadespel). Estocolmo 1817.
- Den heliga Birgitta (sorgspel). Estocolmo 1818.
- Eddornas sinnebildslära för olärde (framställd). Estocolmo 1819.
- Blot-Sven (sorgspel). Estocolmo 1824.
- Styrbjörn Starke (historiskt skådespel 1). Estocolmo 1824.
- Ingiald Illråda och Ivar Widfamne (historiskt skådespel 2). Estocolmo 1824.
- Reglemente för gymnastik. Estocolmo 1836.
- Reglemente för bajonett fäktning. Estocolmo 1838.
- Gymnastikens allmänna grunder. Upsala 1840 (completado por sus alumnos)